# Mike Johnson
James Mike Johnson (født 30. januar 1972) er en amerikansk politiker, der siden oktober 2023 har været formand for Repræsentanternes Hus i USA. Han er medlem af Det Republikanske Parti og har siden januar 2017 repræsenteret Louisianas 4. kongresdistrikt. Johnson er kendt for sine kristne og ærkekonservative holdninger til forbud mod fri abort og homoseksuelle ægteskaber. Han er desuden Trump-støtter, MAGA-tilhænger og tilhører den yderste højrefløj i det Det Rebublikanske Parti.
Ved valget til Kongressen i 2016, blev Johnson valgt ind i det amerikanske Repræsentanternes Hus i Washington, DC i Louisianas fjerde valgdistrikt , hvor han efterfulgte John C. Fleming den 3. januar 2017 , som ikke genopstillede i 2016. Valget bød på det såkaldte 'Jungle Primary' den 8. november 2016. Johnson blev nummer to efter demokraten Marshall Jones. Ved omvalgsvalget den 10. december vandt Johnson med 65,2 procent af stemmerne.
I januar 2020 blev Johnson medlem af Det Hvide Hus' rådgivende team omkring den første rigsretssag mod ekspræsident Donald Trump.d Johnson spillede også en nøglerolle i Donald Trumps forsøg på at underkende Joe Bidens sejr ved præsidentvalget i 2020. Han var en af de 147 medlemmer i Huset, der stemte for at udfordre valgresultatet, da valgmandsstemmerne blev talt op ved præsidentvalget.
Den 24. oktober 2023 nominerede det republikanske caucus Johnson som ny formand for Repræsentanternes Hus, efter den daværende formand Kevin McCarthy var blevet væltet i et mistillidsvotum. Forinden havde tre øvrige kandidater mislykkedes i afstemningerne, da de ikke kunne samle opbakning til deres kandidatur. Ved en afstemning den 25. oktober 2023 fik Johnson i sidste ende 220 af de 429 stemmer og blev dermed valgt med et flertal. Selvom Johnson var en forholdsvis ukendt politiker nationalt set, var Donald Trumps støtte afgørende for Johnsons kandidatur. Med hans stilling, anses han som den tredje mest magtfulde politiker i USA.